# 인문주의 교육의 확산
인문주의 교육의 확산은 16세기 후반부터 17세기 초반까지의 교육활동을 의미하며, 인문주의 시대와 종교개혁기의 교육 활동의 연장선 상에 있다.

## 제2의 문예부흥
인문주의의 영향아래 형성된 교육과 가톨릭이나 개신교와 같은 종교의 영향아래 형성된 교육 간의 정신적 유대를 확인하는 것은 쉬운일이 아니다. 이러한 교육체계에서 교육의 기초는 인문주의 운동 시기 그 가치가 재확인된 고전 작품들이었고, 학교에서 교원과 학생이 사용하는 언어는 실생활에서 실용적으로 사용할 수 있는 중세식 라틴어가 아니라 고대 로마의 키케로나 퀸틸리아누스와 같은 명사들이 사용하던 유려한 라틴어였다. 그런데 인문주의 교육이 발전할수록 초기에 인문주의 교육가들이 추구했던 이상 은 사라지고 말았다. 개신교는 교조화된 의식과 교의의 전횡에 대한 항거로 나타났음으도 불구하고 한 세기가 지나지 않아 새로운 조직과 교리를 만들고 또 다시 개인을 속박하기 시작했다. 교육에서도 이러한 변화와 유사한 양상이 일어났는데, 고전에 담겨있는 선대인들의 정신을 탐구하기 보다는 고전의 문장이나 문자 그 자체만을 추구했다.
이러한 쇠퇴의 과정은 한때 멜란히톤이 ‘문식적 경건’이라는 개념을 주창함으로써 다소 억제되는 듯 했으나, 그 누구도 교육의 쇠퇴를 막을 수는 없었다. 또 종교개혁과 이를 제지하려는 예수회 활동의 열기가 수그러들자, 학교의 사장교육은 종교계에서 얻은 생기를 잃어버리고 공허한 형식주의로 빠져버리고 말았다.
이처럼 인문주의의 원리를 구현하는 교육제도를 만드려는 노력은 실패했지만, 인문주의가 남긴 근대적 정신은 언제나 사람들의 마음 속에 담겨 있었다. 16세기 후반 인문주의는 쇠락했지만, 몇몇 지식인들은 인문주의를 부활시키고 종래의 성과를 발전시키기 위해 새로운 르네상스 운동을 펼쳤다. 그런데 교육 분야에서 제2 르네상스 운동을 펼치는 인사들은 이전의 인문주의(르네상스) 운동 당시보다 더 어려운 문제들을 풀지 않을 수 없었다. 원래의 인문주의 운동에서는 단순히 고대의 것 중에서 훌륭한 것을 당대의 요구에 맞게 적용시켜 당시의 문제를 비교적 쉽게 해결하였다. 그러나 제2 르네상스 개혁가들은 과거에서 미래의 가능성을 찾는 것에 만족하지 못했다. 이러한 개혁 속의 교육가들은 인간 본성의 주체적 가능성을 어느 정도 인식했으며, 과거의 지혜에서 얻었던 지식과 이상은 더 이상 그들에게 도움이 되지 않았다.
그들은 교육내용이나 교수방법의 측면에서 과거에 있었던 어떤 것과도 같지 않은 새로운 교육을 하고자 하였다. 그러나 이들이 학교 교육에 도입하고자 하는 인간과 자연세계(우주)에 대한 새롭고 보다 넓은 지식은 이제 막 발견되는 과정에 있었으며, 이러한 지식들이 기초해야할 과학적 방법에 대한 이해가 매우 불완전한 상태였다. 또, 이 당시의 정치ㆍ사회적 상황을 고려할 때 개인의 자유로운 발달이라는 이상은 실현되기 어려운 것이었다. 즉, 종교개혁이 제시한 자유가 사회생활과 공공생활에서 실현되지 않은 상태에서 교육의 자유가 실현되는 것은 쉬운 일이 아니었던 것이다.
미래를 지향하는 제2 르네상스 운동은 16세기 초부터 시작되었는데, 이 시기 유럽의 모든 학교에서는 고전 학습이 절대적인 지위를 누리고 있었으며, 종교계는 다시 한 번 혼란에 휩쌓여 있었다. 제2 르네상스 운동 초기에는 기성 인문주의 운동과 제2 르네상스 운동 간의 큰 대립이 나타나지 않은 상태였다. 특히 인문주의와 제2 르네상스의 발상지인 이탈리아에서는 새로운 것이 옛것을 대체하듯, 제2 르네상스로의 이행은 매우 순탄하게 이루어지고 있었다. 이탈리아에서의 이러한 이행의 특징은 교육의 목적을 삶과 실용성에 둔 것이었다. 즉, 교육의 대상을 성직자나 학자가 될 사람들이 아니라 살무자와 선량한 시민이 될 ‘속세의 청년’으로 한 것이다.
이러한 변화의 이면에는 오랜 기간동안 이탈리아 사상의 근반이었던 ‘세속적 인간상에 대한 반이교도적 정신’이 있었다. 이탈리아에서 시작된 이 제2 르네상스의 정신적 측면은 이전의 르네상스와 크게 다르지는 않았지만, 새로운 결과를 가져온 것만은 사실이었다. 학자들의 학문이 현학화되어 현실과 점차 유리되어갈 때 교육의 이상이 학자다운 것에서 신사하둔 것으로 점차 변화해갔던 것이다. 이제 교육의 목표는 학자를 양성하여 우연히 자신의 적성을 발견하게하는 것이 아니라 문학적 지식으로 성장(盛裝)을 한 신사를 기르는 것으로 바뀌어 갔다.
교양있는 기사(cultured chivary)를 기른다는 생각은 중세에 행해졌던 기사 양성을 위한 훈련과 크게 다르지 않았으며, 특기할만한 진전도 아니었다. 만약, 그러한 생각이 이탈리아 내에만 머물러 있었다면, 교육 발전에 큰 영향을 주지도 못했을 것이다. 그러나 이 생각은 프랑스, 영국 등으로 퍼져 나가며 현지의 문화와 결합하면서 당대 교육현상에 매우 큰 영향을 미쳤다.
프랑스에서는 파리 대학교를 중심으로 공고화된 중세주의의 강력한 세력과 귀족들의 무관심에도 불구하고 교양 있는 기사와 관련된 생각이 빠른 속도로 확산되었다. 그러나 기존의 사고방식에 경도되어 있는 사람들은 이 새로운 이탈리아적 사고를 그대로 받아들이지 않았다. 프랑스인들은 실제적 지혜를 교육의 중요한 부분으로 간주한다는 점에서 이탈리아의 교양 있는 기사교육과 비슷한 입장이었지만, 여기서 한 걸음 더 나아가 실제적 지혜를 지식체계와 대립되는 것으로 간주하였다. 일부에서는 지혜와 대립적인 지식은 진정한 가치를 지니지 못한다고까지 주장하기도 하였다. 또, 프랑스인들은 성공에 대해서 이탈리아인들과 약간 다르게 받아들였다. 이탈리아에서의 성공은 타인들이 선망하는 지위에 올라 자신의 역량을 발휘하는 것이었지만, 프랑스에서는 한 개인이 학문이나 직업에 대해서 선택한 길을 다른 사람들의 간섭을 받지 않고 자유롭게 나아간다는 것이 성공으로 이해되었다.
이탈리아의 영향을 프랑스보다 늦게 받은 영국은 프랑스와 다른 반응을 보였다. 영국에서도 프랑스와 마찬가지로 이 이탈리아의 새로운 생각은 반감을 사긴 했다. 하지만 영국의 문예부흥운동이 프랑스보다 더 진전된 상태였고, 영국은 거리상으로도 프랑스보다 이탈리아에서 더 멀리 떨어져 있었다. 이 때문에 영국인들은 이탈리아풍의 기사 교육이 외래문화로 받아들여지기보다는 완전히 외국의 것으로 인식되었기 때문에 영국사회에 그다지 심각한 혼란을 일으키지는 않을 것이라고 여겨졌고, 그에 대한 반감도 프랑스보다 덜하였다.
이탈리아의 기사 교육이 영국 사회에 일으킨 즉각적인 효과는 신사교육이 우아하고 기품 있는 방향으로 바뀌고 그 내용도 당대 문법학교에서 행해지던 것보다 훨씬 일상생활에 가까운 것으로 변화했다는 것이다. 이보다 훨씬 더 중요한 것은 이탈리아의 과학이 영국 교육계에 도입되었다는 것이다. 프란시스 베이컨은 이러한 이탈리아의 과학을 삶의 철학으로 발전시켰다. 즉, 지상에서의 인간의 관심사를 중심으로 지식을 받아들이고 인간의 목적 달성을 위하여 과학을 수단으로 보게 된 것이다. 베이컨의 철학은 이탈리아 사상의 일면만을 발달시켰듯이 학교에서도 이탈리아의 사상적 인문주의를 현실적 고려 내에서만 받아들였다. 이 베이컨 철학은 이전의 수세기 동안 유럽문화를 지배한 인문주의가 종교와 결합해 내세우는 내세 지향적 가치관에 도전할 무기가 되었으며, 문예부흥운동으로 그 중요성이 부각된 고대 그리스, 고대 로마 문화의 가장 중요한 요소인 세속적 가치관이 다시 한 번 큰 영향력을 가질 수 있도록 하였다.

## 발다사레 카스틸리오네의 《궁정인》
이탈리아에서 문예부흥의 전성기가 저물어갈 무렵, 당시 최고의 수준에서 ‘당대의 가장 중요한 도덕적, 사회적 관념의 정수’을 보여준 한 권의 책이 출판되었다. 《궁정인》이라는 이 책은 1516년부터 집필되기 시작하여 1528년 출판되었다.
이 책의 저자인 달다사레 카스틸리오네는 그의 이력이나 개인적 사상 면에서 완벽한 궁정인의 모습을 그려내는 데 최적의 인물이었음에 틀림이 없다. 카스틸리오네는 청년기에 라틴어와 그리스어를 공부했고 고고학과 미술에 대한 폭넓은 지식을 얻었다. 20대에 들어선 카스틸리오네는 만토바 후작의 궁정에서 무관(武官)과 외교관으로 부역하였다. 이후 카스틸리오네는 우르비노 공작의 밑에서 행정관으로 부역했는데, 여기서 그는 기사, 예술가, 저술가들과 교유하며 자신의 능력을 계발시켰다. 이와 같이 카스틸리오네는 젊은 나이에 인격과 능력을 인정받아 당대 혼란스러웠던 이탈리아에서 여러 관직과 외교 대사직을 수행했다. 그러나 1527년 로마 약탈이 있고 나서 2년 뒤 이 사태를 막지 못했다는 비난 속에서 비참하게 생을 마감한다.
《궁정인》에 대해서 정확히 이해하기 위해서는 카스틸리오네가 갖고 있던 약점을 고려해야 한다. 카스틸리오네의 생각은 독창적인 것은 아니었지만, 향후 교육과 문화계에 엄청난 파장을 미칠 가능성을 갖고 있었다. 카스틸리오네는 우르비노의 궁정에서 학자적 실무가의 이상형을 발견하였으며, 이 이상형의 모습을 무의식적 예술의 무예술적 완벽으로 표현해야겠다는 구상을 하게 된다.
카스틸리오네가 제시한 인물의 전형적인 사례는 우르비노의 대공이었던 프레데리고(Frederigo)였다. 사실, 프레데리고는 카스틸리오네의 제자로, 만토바에 있던 비토리노(Vittorino da Feltre)의 기쁨의 집에서 소년시절을 보냈다. 기쁨의 집을 졸업한 프레데리고는 카스틸리오네의 지도를 받았다. 프레데리고는 카스틸리오네에게서 배운 것들을 실천으로 옮겼고, 이를 통해 자신이 다스리는 공국을 학문과 교육의 명성이 높은 국가로 키워냈다. 이전 세대 인사인 비토리노가 학자로서 문학에 대한 사랑의 입장에서 학자와 기사의 두 가지 인간상을 결합시키려 했다면, 프레데리고는 정치가로서 학자와 기사라는 두 인간형을 통합하여 통치의 정신을 문학과 예술에서 얻는 ‘학자 기사[Scholary Knight]’라는 새로운 인간형을 탄생시켰다. 프레데리고의 이러한 시도는 유럽에서 기존에는 존재하지 않았던 인간형을 만들어내려는 것이었으며, 카스틸리오네가 아닌 프레데리고에서 ‘학자 기사’라는 인간형이 완성되었다.
그런데 이러한 상황에서 카스틸리오네의 공적은 프레데리고를 주인공으로 만들어 낸 것이었다. 프레데리고의 후계자가 집권하고 있는 우르비노의 궁정에서 부역한 카스틸리오네는 프레데리고가 남긴 위대한 학자 기사라는 인간상의 상속자가 되었으며, 궁정인의 개념을 글로 남김으로써 이 새로운 이상을 후대에 전해지게 하였다. 카스틸리오네의 이러한 공로로 학자 기사의 이상을 유럽 교육의 공동 유산의 일부로 되었다.
카스틸리오네가 제시한 완벽한 궁정인의 특징에는 몇 가지가 있다. 먼저, 완벽한 궁정인은 행동하는 사람이라는 점이다. 궁정인은 학자 기사로서 직업군인은 아니지만 전술에 유능하면서 과시욕은 절제하는 조용한 용기의 소유자이다. 그렇기 때문에 궁정인은 사냥, 수영, 테니스, 무도, 무술과 같은 남성적 운동활동을 자유롭게 할 수 있으며, 진정한 전문가는 자기 자신이 전문가라는 점을 자각하지 못하듯 체육 활동에서 완숙미와 우아미를 보인다. 또한 궁정인은 당연히 변증법의 대가로, 거만하지 않으면서도 위엄있는 화법을 통해 자신의 의사를 타인에게 전한다. 이와 함께 자신이 말하고자 하는 바를 적절하면서 분명하고 정련된 어휘와 대중적인 어휘를 고루 사용해 표현할 수 있다. 궁정인은 현학적인 문장보다는 모국어의 친숙한 문장을 사용하고, 경우에 따라서는 라틴어와 그리스어에 언어의 지혜를 끌어올 수 있다.

## 같이 보기
- 서양 근세의 교육
- 인문주의 시대의 교육
- 종교개혁기의 교육